# Michael Kuhn
Michael Kuhn (1949) es un productor y actor estadounidense.

## Carrera
Michael Kuhn comenzó como actor en 1983 en la película The House on Sorority Row, el mismo año fue el productor del concierto Siouxsie and the Banshees: Nocturne. Michael Kuhn ha producido varias películas como Kill Me Again, Wild at Heart, Red Rock West, Being John Malkovich, Kinsey, entre otras.

## Filmografía

### Películas como Productor
- Cash and Curry (2008)
- The Duchess (2008)
- Severance (2006)
- Alien Autopsy (2006)
- The Moguls (2005)
- I Heart Huckabees (2004)
- Kinsey (2004)
- Stage Beauty (2004)
- The Order (2003)
- Wondrous Oblivion (2003)
- Being John Malkovich (1999)
- Red Rock West (1993)
- Ruby (1992)
- Wild at Heart (1990)
- Daddy's Dyin'... Who's Got the Will? (1990)
- Fear, Anxiety & Depression (1989)
- Kill Me Again (1989)
- The Blue Iguana (1988)
- P.I. Private Investigations (1987)
- Siouxsie and the Banshees: Nocturne (1983)

### Películas como actor
- The House on Sorority Row (1983) .... Peter